# Michael Rostock-Poplar
Michael Rostock-Poplar (* 14. prosince 1969) je český investor, podnikatel a malíř. Je zakladatelem české investiční skupiny Venture Investors Corporate Finance (VICF).

## Život
Narodil se v roce 1969. Pochází z původně finančnické rodiny. Jeho předkem byl v období první republiky ředitel první české hypoteční banky v Praze. Vystudoval práva na Právnické fakultě Univerzity Karlovy. Následně nastoupil na postgraduální studium na Oxfordské univerzitě. Poté vystudoval právo cenných papírů a regulaci finančních trhů na Univerzitě v Cambridgi, kde získal titul LL.M.

## Kariéra
Od roku 1994 pracoval pro investiční společnost PPF, ve které působil jako investor privatizace na zahraničních trzích v Rusku a v Bulharsku. V roce 1999 založil investiční poradenskou společnost Venture Investors.
Po roce 2002 publikoval jako komentátor pro Hospodářské noviny, časopis Euro či internetový portál Lupa.cz. V politice zastává libertariánské postoje.
V letech 2008 až 2011 působil jako jeden z investorů v televizním pořadu České televize Den D. Je investorem desítek především softwarových projektů jako je např. obchodní systém Retailys.

## Malířství
Působí jako malíř obrazů. Jeho malby se v roce 2014 staly ilustrací českého vydání detektivního hororu Sebevrahův průvodce Prahou. Ilustroval také knihu Nepoezie básníka Miroslava Krupičky z roku 2015.